# Adam Kozłowiecki
Adam Kozłowiecki, S.J. (1911–2007) là một Hồng y người Ba Lan, công tác mục vụ tại Zambia của Giáo hội Công giáo Rôma. Ông từng đảm nhận vai trò Hồng y Đẳng Linh mục Nhà thờ S. Andrea al Quirinale, Tổng giám mục đô thành Tổng giáo phận Lusaka trong suốt 10 năm, từ năm 1959 đến năm 1969 và Thường vụ Giáo hội Công giáo Đông phương tại Ba Lan.
Vốn là một giáo sĩ trong vai trò lãnh đạo giáo hội địa phương, ông từng đảm trách nhiều vai trò khác nhau trước khi tiến đến trở thành Tổng giám mục đô thành Lusaka, như: Giám quản Tông Tòa Hạt Đại diện Tông Tòa Lusaka (1950–1955), Đại diện Tông Tòa Hạt Đại diện Tông Tòa Lusaka (1955–1959). Sau khi nghỉ hưu, ông còn đảm trách vai trò Tổng giám mục Hiệu tòa Potenza Picena (1969–1998). Ngoài lãnh đạo các giáo phận được bổ nhiệm, ông còn đảm nhận nhiều vị trí quan trong tại Hội đồng giám mục quốc gia như: Chủ tịch Hội đồng Giám mục Zambia (1966–1969). Ông được vinh thăng Hồng y ngày 21 tháng 2 năm 1998, bởi Giáo hoàng Gioan Phaolô II.

## Tiểu sử
Hồng y Adam Kozłowiecki sinh ngày 1 tháng 4 năm 1911 tại Huta Komorowska, Ba Lan. Sau quá trình tu học dài hạn tại các cơ sở chủng viện theo quy định của Giáo luật, ngày 24 tháng 6 năm 1937, Phó tế Kozłowiecki, 26 tuổi, tiến đến việc được truyền chức linh mục. Cử hành nghi thức truyền chức cho tân linh mục là giám mục Karol Niemira, giám mục phụ tá Giáo phận Pinsk, Belarus. Tân linh mục là thành viên linh mục đoàn Dòng Tên.
Sau 18 năm thi hành các công việc mục vụ với thẩm quyền và cương vị của một linh mục, ngày 4 tháng 6 năm 1955, Tòa Thánh loan tin Giáo hoàng đã quyết định tuyển chọn linh mục Adam Kozłowiecki, 44 tuổi, gia nhập Giám mục đoàn Công giáo Hoàn vũ, với vị trí được bổ nhiệm là Giám quản Tông Tòa Hạt Đại diện Tông Tòa Lusaka, Zambia danh nghĩa Giám mục Hiệu tòa Diospolis Inferior. Lễ tấn phong cho vị giám mục tân cử được tổ chức sau đó vào ngày 11 tháng 9 cùng năm, với phần nghi thức chính yếu được cử hành cách trọng thể bởi 3 giáo sĩ cấp cao, gồm chủ phong là Tổng giám mục James Robert Knox, Sứ thần Tòa Thánh; hai vị giáo sĩ còn lại, với vai trò phụ phong, gồm có Tổng giám mục Aston Ignatiu Chichester, S.J, Tổng giám mục đô thành Tổng giáo phận Salisbury và Giám mục Joost Van den Biesen, M. Afr., Đại diện Tông Tòa Hạt Đại diện Tông Tòa Lwangwa. Tân giám mục chọn cho mình khẩu hiệu: IN NOMINE DOMINI.
Chỉ sau khoảng thời gian 4 năm được chọn làm giám mục, Giám mục Kozłowiecki được Tòa Thánh thăng Tổng giám mục, qua việc bổ nhiệm giám mục này làm Tổng giám mục đô thành Tổng giáo phận Lusaka, nâng cấp từ Hạt Đại diện Tông Tòa đầu tiên. Thông báo về việc bổ nhiệm này được công bố cách rộng rãi vào ngày 25 tháng 4 năm 1959. Ngoài lãnh đạo các giáo phận được bổ nhiệm, ông còn đảm nhận nhiều vị trí quan trong tại Hội đồng giám mục quốc gia như: Chủ tịch Hội đồng Giám mục Zambia trong khoảng thời gian từ năm 1966 đến năm 1969.
Ngày 29 tháng 5 năm 1969, Tòa Thánh chấp thuận đơn từ nhiệm của ông khỏi vị trí Tổng giám mục đô thành Tổng giáo phận Lusaka. Ông được bổ nhiệm trở thành Tổng giám mục Hiệu tòa Potentia in Piceno.
Bằng việc tổ chức công nghị Hồng y năm 1998 được cử hành chính thức vào ngày 21 tháng 2, Giáo hoàng Gioan Phaolô II đưa ra quyết định vinh thăng Tổng giám mục Adam Kozłowiecki tước vị danh dự của Giáo hội Công giáo, Hồng y. Tân Hồng y thuộc Đẳng Hồng y Linh mục và Nhà thờ Hiệu tòa được chỉ định là Nhà thờ S. Andrea al Quirinale. Tân Hồng y đã cử hành các nghi thức nhận nhà thờ hiệu tòa của mình vào ngày 28 tháng 2 cùng năm.
Ông qua đời ngày 28 tháng 9 năm 2007, thọ 96 tuổi.